# Chenistonia montana
Chenistonia montana is een spinnensoort uit de familie Anamidae.
Chenistonia montana werd in 1984 beschreven door Raven.